# Ochicanthon ochii
Ochicanthon ochii är en skalbaggsart som beskrevs av Hanboonsong och Masumoto 2001. Ochicanthon ochii ingår i släktet Ochicanthon och familjen bladhorningar. Inga underarter finns listade i Catalogue of Life.